# Verband der Deutschen Tapetenindustrie
Der Verband der Deutschen Tapetenindustrie (VDT e. V.) vertritt als Branchenverband die Interessen der deutschen Tapetenhersteller und ist Ansprechpartner für steuerliche, juristische und technische Angelegenheiten. Er schreibt durch Normung und Standardisierung einheitliche Kennzeichnungen und Qualitätskriterien für Tapeten im deutschen bzw. europäischen Raum fest. Dem Verband ist das Deutsche Tapeten-Institut (DTI) angeschlossen. Der Verband arbeitet eng mit der Gütegemeinschaft Tapete e. V. (GGT) zusammen, welche das RAL-Gütezeichen 479 für ökologische Unbedenklichkeit vergibt. Des Weiteren unterstützt der Verband regelmäßig alle Veranstaltungen und Ausstellungen des Tapetenmuseums in Kassel.

## Organisation

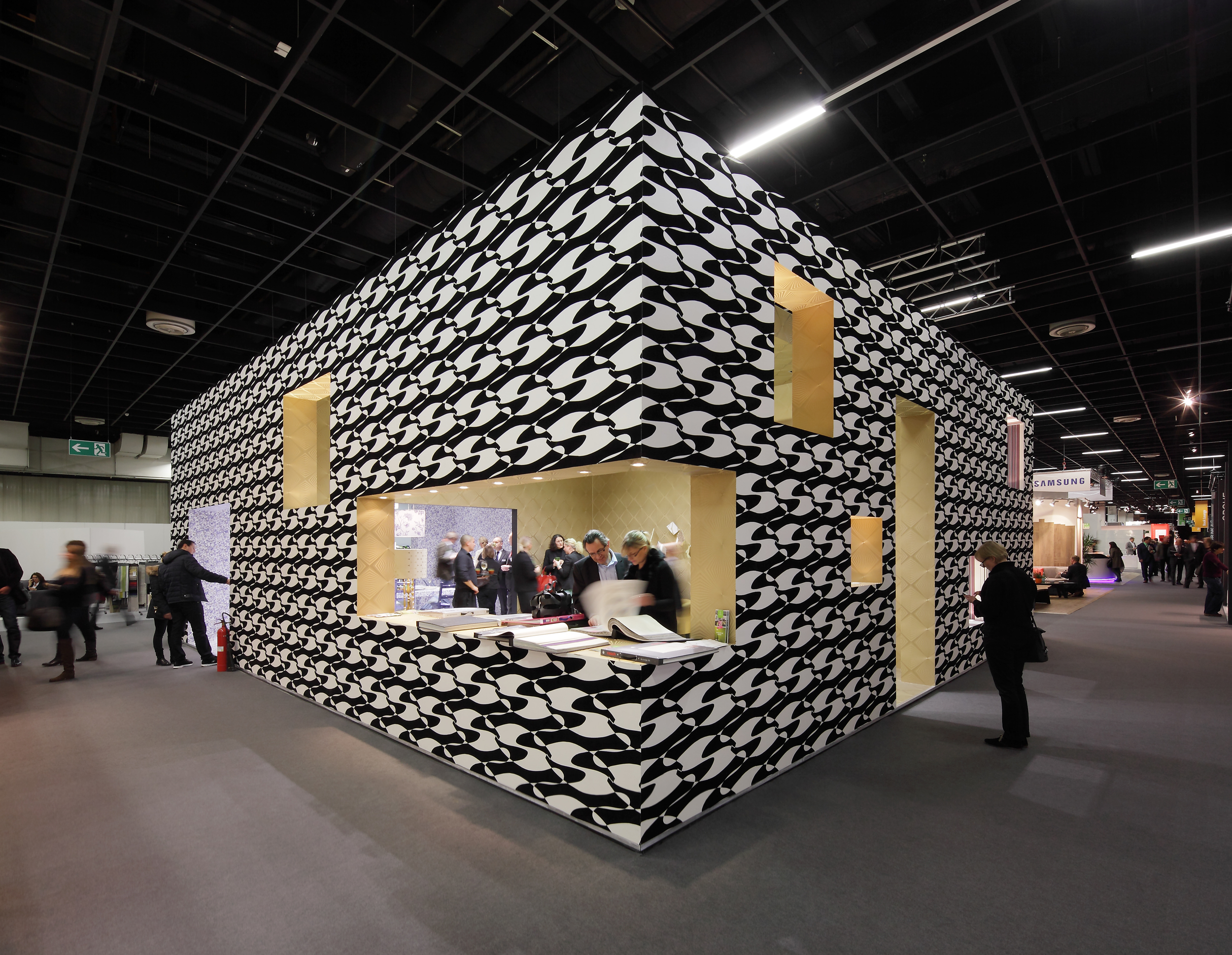
Messestand auf der imm cologne 2014

Sitz des VDT ist Frankfurt am Main, die Geschäftsstelle ist in Düsseldorf. Vorsitzender des Vorstands ist Ullrich Eitel, geschäftsführender Gesellschafter der Marburger Tapetenfabrik. Als Geschäftsführer fungiert Karsten Brandt. Dem Verband gehören aktuell acht Mitglieder an:
- BTS Brandenburger Tapeten Schwedt GmbH
- Caspar GmbH,
- Erismann & Cie. GmbH
- Hohenberger Manufaktur für Tapeten (Taubert GmbH & Co. KG)
- Marburger Tapetenfabrik J.B. Schaefer GmbH &Co. KG
- P+S International (Pickhardt + Siebert GmbH)
- Tapetenfabrik Gebrüder Rasch
- Rasch Textil GmbH & Co. KG

Außer diesen Tapetenherstellern sind dem Verband weitere Firmen als assoziierte Mitglieder angeschlossen:
- Ahlstrom Fiber Composites
- Dexter SA
- Ahlstrom Osnabrück
- BYK-Chemie GmbH
- Evonik Industries AG
- Follmann & Co.
- Glatfelter Dresden GmbH
- Hartmann Druckfarben GmbH
- Olbrich GmbH
- ISL-Chemie GmbH & Co. KG
- METSÄ Board Deutschland GmbH
- Henkel AG & Co. KGaA
- Neenah Lahnstein GmbH
- Neu Kaliss Spezialpapier
- Saueressig GmbH & Co. KG
- Sihl GmbH
- Sioen Chemicals
- Sügravo GmbH & Co. KG
- Technocell Vlies
- Vestolit GmbH & Co. KG
- Vinnolit Kunststoff GmbH
- Wetzel GmbH

## Geschichte

### 1889 bis 1914
Seit den 1830er Jahren und insbesondere in den 1870er und 1880er Jahren hatte die Tapetenindustrie durch technische Neuerungen (Endlospapiermaschine, Druckverfahren) und wachsenden Wohlstand einer aufstrebenden Mittelschicht einen Bedeutungszuwachs erfahren. Auf die Hochkonjunktur folgte ein Überangebot mit „Qualitätsminderung, Preisverfall und Kartellbindung“. Aus diesem Grund riefen am 24. April 1889 in Frankfurt a. M. 16 Hersteller den „Verein Deutscher Tapetenfabrikanten“ (später „Verband“) ins Leben. Mit 52 Beitrittsfirmen innerhalb kurzer Zeit war in der Gründungszeit fast die gesamte damalige Branche der aufstrebenden Industrie vertreten. Der erste Vorsitzende war Wilhelm Boller. Die Tapetenausfuhr hatte sich 1905 mit 11.667 Tonnen gegenüber 1885 innerhalb von 20 Jahren verfünffacht. 1907 hatte die deutsche Tapetenindustrie eine führende Stellung auf dem Weltmarkt erreicht.

### Erster und Zweiter Weltkrieg
Vor dem Ersten Weltkrieg produzierten die Betriebe Überkapazitäten, die Konkurrenz- und Preiskämpfe zur Folge hatten. 1914 wurde die Tapete als „nicht kriegswichtig“ eingestuft. Am Ende des Krieges waren nahezu alle Unternehmen dem Verband angeschlossen. 1933 sah sich der Verband einer Zweiteilung ausgesetzt. Der VDT zählte nach 1933 noch 17 Mitglieder, der konkurrierende „Tapeten-Fabrikanten-Verein Berlin“ dagegen 27. Im Berliner Hotel Adlon folgte 1936 der Zusammenschluss beider Verbände als „Gemeinschaft Deutscher Tapetenfabrikanten“ (GDT) unter Einschluss aller deutschen Tapetenproduzenten. 1943 wurde die Tapete erneut als „nicht kriegswichtig“ eingestuft, die herstellenden Betriebe in die Rüstungsindustrie integriert und die Rohstoffe beschlagnahmt. Das Berliner GDT-Büro wurde im gleichen Jahr bei einem Bombenangriff zerstört.

### Nachkriegszeit
Nach dem Zweiten Weltkrieg bildete sich erneut der „Verband der deutschen Tapetenindustrie“ (VDT). Im Zuge des deutschen Wirtschaftswunders der 1950er Jahre erlebte die Tapete eine Hochkonjunktur, die bis zum vorläufigen Rekordjahr 1964 anhielt. Anschließend nahm der Tapetenabsatz ab. Die Modernisierung der herstellenden Betriebe führte zu Beginn der siebziger Jahre zu einem neuen Aufschwung in der Tapetenbranche, der allerdings durch Kostenerhöhungen und die Ölkrise 1973 wieder gedämpft wurde.
1987 initiierte der Verband eine erfolgreiche Werbekampagne mit dem Slogan „Kleb’ dir eine“, die bis 1989 mit einem Gesamtetat von 10 Millionen D-Mark p. a. in Printmedien geschaltet wurde.
Seit 1970 informiert das Deutsche Tapeten-Institut GmbH (DTI) als ausgelagerte VDT-Organisation die Öffentlichkeit über moderne Tapeten. Neben Presseinformationen werden Broschüren, Videos, Workshops und Informationen für Verbraucher und Experten angeboten. Als weitere Maßnahme betreibt der Verband gemeinschaftliche Öffentlichkeitsarbeit, um das Produkt Tapete unabhängig von Herstellern positiv darzustellen.

### 1990 bis heute
Im Zuge der ökologischen Bewegung geriet das Produkt Tapete aufgrund der Formaldehyd- und PVC-Gehalte stark in den Brennpunkt der Medien. Um der anhaltenden Kritik entgegenzusteuern, gründeten deutsche Tapetenhersteller die „Gütegemeinschaft Tapete e. V.“ (GGT) mit dem Zweck, die Herstellungsverfahren und Produkteigenschaften zu überarbeiten. In diesem Rahmen lässt die GGT die Produkte vom Fraunhofer-Institut für Holzforschung neutral beglaubigen und arbeitet auch mit den Lieferanten eng zusammen. Als glaubwürdiges Gütesiegel führte die GGT das Gütezeichen RAL für ökologische Unbedenklichkeit ein, das heute weltweit als Qualitätssymbol für Tapeten anerkannt ist. Der hohe Bedarf an Wohnungsrenovierungen in den neuen Bundesländern führte nach 1990 zu einem erneuten Aufschwung in der Tapetenindustrie. Im Jahr 1999 waren alle deutschen Tapetenhersteller als Mitglieder im VDT vertreten.
Das Deutsche Tapeten-Institut GmbH unterhält seit November 2008 am Hamburger Ballindamm den Showroom „Tapetenwechsel“ in immer wechselnder Gestaltung und modernen Inszenierungen. Aktuell zählt der Verband der Deutschen Tapetenindustrie acht Mitgliedsunternehmen, die insgesamt etwa 2000 Mitarbeiter beschäftigen (Stand Juli 2014).

#### Kartellverfahren 2014
Im Februar 2014 hat das Bundeskartellamt gegen vier Hersteller, deren Verantwortliche und den Verband Geldbußen wegen Preisabsprachen verhängt. Diese müssten wegen abgesprochener Preiserhöhungen insgesamt rund 17 Millionen Euro zahlen. Der Vorwurf lautete, dass die Verantwortlichen der vier Unternehmen u. a. auf Vorstandssitzungen des VDT vereinbart hätten, zum 1. März 2006 die Preise um fünf bis sechs Prozent anzuheben. Der damalige, heute verstorbene, Geschäftsführer des VDT habe später Informationen über die anstehende Preiserhöhung an alle Mitgliedsunternehmen des Verbands weitergeleitet. Eingeleitet wurde das Verfahren mit einer branchenweiten Durchsuchung im November 2010 infolge eines Kronzeugenantrages. Zwei Unternehmen haben in sogenannten Settlementerklärungen einen Vergleich mit dem Kartellamt geschlossen, zwei Unternehmen sowie der Verband selbst bestreiten die Vorwürfe und wollen die Bußgeldbescheide vor dem OLG Düsseldorf überprüfen lassen. Als indirekte Folge des Verfahrens sind A.S. Création und Erfurt & Sohn aus dem Verband ausgetreten.